# Septemberliebe
Septemberliebe ist ein deutscher Spielfilm der DEFA von Kurt Maetzig aus dem Jahr 1961.

## Handlung
Im Sommer des Jahres 1960 erwirbt der leitende Chemiker der VEB Flugzeugwerke Dresden Hans Schramm seinen Doktortitel, was im Kreise der engsten Freunde, Kollegen und Familienangehörigen in einem Lokal am Wasser gefeiert wird. Hier stellt Hannelore, die Verlobte von Hans, ihm ihre kleine Schwester Franka vor. Weil Hannelore während eines Tanzes zu einer Absprache in die Küche gerufen wird, fordert Hans Franka zum Tanz auf. Beide merken innerhalb kürzester Zeit, dass sie etwas füreinander empfinden, was auch die zurückkommende Hannelore, mit der er seit etwa 18 Monaten zusammen ist, sofort bemerkt. Nur Fanka will sich das nicht eingestehen und wehrt sich dagegen.
Doch dann kommt der entscheidende Tag im September. Hans verabredet sich mit Franka, um mit ihr über wichtige Sachen zu reden wie er sagt, und holt sie mit seinem Motorrad ab. Obwohl sie sie ein schlechtes Gewissen wegen ihrer Schwester hat und am Abend noch zu einem Treffen verabredet ist, nimmt sie doch auf dem Sozius Platz, denn Hans verspricht ihr, sie pünktlich zu ihrer Verabredung zu bringen. Beide bemerken aber nicht, dass sie dabei von Hannelore beobachtet werden. Sie fahren an einen See und Hans gesteht nach einem Kuss Franka seine Liebe, die immer noch Bedenken wegen ihrer Schwester empfindet, da diese während ihrer Kindheit die früh verstorbene Mutter ersetzte. Dann lässt sie Hans allein und geht zu dem Treffen mit ihren Freundinnen. Danach will Franka bei einer von ihnen übernachten, doch da steht er vor der Gaststätte, um mit ihr zu sprechen, jedoch lässt sie sich nicht auf sein Drängen ein und geht mit zu ihrer Freundin Milli. Als Hans dann mitten in der Nacht unter dem Fenster nach Franka ruft, muss er erfahren, dass sie schon vor längerer Zeit nach Hause gegangen ist. Er fährt ihr mit dem Motorrad hinterher und kann sie einholen. Nun kann Franka ihre Gefühle nicht mehr unterdrücken und sie wehrt sich nicht mehr. Beide landen völlig vereint und im Glück im Gras. Anschließend fahren sie zu Hans nach Hause. Dabei findet sie das versteckte Bild ihrer Schwester und verlangt, dass er es wieder offen aufstellt. Nach einem Bad in einem nahegelegenen See, machen sie es sich in seinem Zimmer gemütlich und er gesteht ihr, dass er sie braucht. Dann erzählt er die Geschichte, die seine Probleme betreffen und die er ihr schon länger beibringen will, da sie sein Vertrauen besitzt.
Während seines Studiums in Ost-Berlin besuchte er oft seinen Onkel in West-Berlin, der dort eine kleine chemische Fabrik besitzt. Dort schloss er Bekanntschaften mit verschiedenen Chemikern, auch von der I.G. Farben, von denen er in nächtelangen Gesprächen viel lernen konnte. Auch besorgten sie ihm Fachliteratur, die für sein Studium sehr behilflich war. Nach dem Examen kehrte er wieder zurück in seinen Betrieb, doch nun redeten die Bekannten plötzlich Klartext mit ihm. Unter dem Motto: Man müsse doch die Kontakte pflegen und die Spaltung des Landes säße doch so schon tief genug, denn es gebe doch nur ein Deutschland, sollte er ihnen Informationen über die Forschungsergebnisse der neu entwickelten Materialien für den Flugzeugbau zukommen lasse. Darüber war Hans sehr erbost, lehnte ein solches Ansinnen strikt ab und fuhr nach Hause. Obwohl die Angelegenheit damit für ihn erledigt war, erhielt er vor ein paar Tagen ein Päckchen mit einer Kleinstbildkamera, womit er seine Arbeit fotografieren und den Film dann am Bahnhof in einem toten Briefkasten deponieren sollte. Da er weiterhin eine Agententätigkeit ablehnt, brachte er die Kamera mit dem unbelichteten Film in das angegebene Versteck und legte einen entsprechenden Brief dazu, dass mit ihm nicht zu rechnen sei. Das war vor einer Woche.
Hans erklärt Franka, dass er froh ist, seine Probleme jemanden erzählen zu können, wofür eben nur sie in Frage kam, denn mit Hannelore konnte er darüber nicht sprechen. Doch sie versucht ihn zu bewegen, alles den Genossen der Staatssicherheit zu erzählen, denn hinter seinen Auftraggebern stehe eine große Organisation, die ihm keine Ruhe geben werde. Damit findet sie aber bei ihm kein offenes Ohr, denn er hatte bereits in der Studienzeit Westgeld bekommen und auch einen bundesdeutschen Pass, mit dem er nach Italien fahren konnte. Nun hat er Angst, sich den staatlichen Stellen zu offenbaren, obwohl er den Werbern eine Abfuhr erteilte, denn viel Vertrauen in die Staatssicherheit hat er nicht. Außerdem hat er keine Belege, seine Ablehnung der Agententätigkeit zu beweisen. Da fällt ihm ein, zu prüfen, ob die Kamera mit dem Brief noch im Versteck liegt, um so seine Unschuld zu beweisen und fährt umgehend mit dem Motorrad dorthin. Zurückgekommen berichtet er Franka, dass das Versteck leer ist und er nur noch die Flucht in den Westen als einzige Möglichkeit sieht, nicht ins Gefängnis zu kommen. Doch sie macht ihm klar, dass dann ihre Liebe kaputt ist, denn sie will nicht mit ihm mitfahren, weshalb sich Hans im Stich gelassen fühlt. Im Streit trennen sie sich und bevor er mit dem Motorrad nach West-Berlin fährt, sagt ihm Franka noch, dass sie selbst zur Staatssicherheit gehen werde, um alles zu erzählen. Per Anhalter fährt sie nach Dresden, um dort auf dem Bahnhof in der Dienststelle der Staatssicherheit die Genossen von der geplanten Republikflucht zu unterrichten. Wieder zu Hause versucht sie sich mit ihrer Schwester auszusprechen.
Was Hans Schramm nicht weiß, ist, dass das Versteck bereits von den Genossen ausgeräumt wurde, sie seinen Namen kennen und die Überbringerin der Kamera schon verhaftet ist. Mit ihr wird er in den ersten Verhören konfrontiert, nachdem er durch die Anzeige Frankas vor dem Erreichen West-Berlins festgenommen wurde, doch sie kennt er nicht. Als er seine Geschichte nun doch den Genossen erzählen will, kommt Franka zum Verhör hinzu und Hans erkennt den wahren Grund für seine Festnahme, was er erst nicht glauben will. Als er dann erklärt, dieses Mädchen, welches ihn ins Zuchthaus bringen will, nicht mehr ertragen zu können, verlässt sie den Raum. Im weiteren Gespräch zeigt der Vernehmer Hans die Kamera, die sich im Versteck befand und der muss erkennen, dass die Angelegenheit doch noch gut für ihn ausgehen kann. Als Hans aus der Untersuchungshaft entlassen wird, will er sich mit Franka treffen und sie ist gespannt, was die Zukunft bringen wird.

## Produktion
Septemberliebe wurde von der Künstlerischen Arbeitsgruppe (KAG) „Roter Kreis“ in Schwarzweiß gedreht und hatte seine Uraufführung am 1. Februar 1961 im Berliner Kino Colosseum. Die Erstausstrahlung im Fernsehen erfolgte am 6. September 1962 im Deutschen Fernsehfunk. 
Die Dramaturgie lag in den Händen von Gerhart Hartwig. Die Außenaufnahmen wurden in Dresden gedreht.

## Kritik
Hans Ulrich Eylau betonte in der Berliner Zeitung, dass es ein gedämpfter und leiser Film geworden sei. Die verinnerlichte Intensität und der poetische Glanz der Stimmung, die den Zuschauer ganz gefangen nehmen, sei der feinfühligen Regie und der Kameraführung zu verdanken.
H. U. stellte in der Neuen Zeit fest, dass es dem Regisseur Kurt Maetzig gelungen sei, die Gegenwart in einem Kammerspiel zu erfassen, wenn auch das Drehbuch Herbert Ottos unvollkommen sei. Der Film sei voller Dramatik und Spannung. Vielfach stünden jedoch Privates, Idylle, Gesellschaftliches und Problematik nebeneinander, obwohl sie eine Verbindung eingehen sollten.
Das Lexikon des internationalen Films empfindet den Film als eine formal über dem Durchschnitt stehende Produktion der DEFA, in der das Zusammenspiel von sozialistischer Ordnung und privatem Lebensumfeld konkret thematisiert werde. Fragwürdig und bedenklich sei die Rechtfertigung von Frankas Zusammenarbeit mit dem Ministerium für Staatssicherheit.